# Coprosma wallii
Coprosma wallii är en måreväxtart som beskrevs av Donald Petrie. Coprosma wallii ingår i släktet Coprosma och familjen måreväxter. IUCN kategoriserar arten globalt som sårbar. Inga underarter finns listade i Catalogue of Life.